# 미야키군

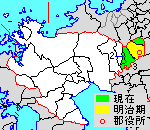
미야키 군의 위치

미야키군(일본어: 三養基郡, みやきぐん)은 일본 사가현에 있는 군이다.
인구 52,488명, 면적 86.87km², 인구밀도 604명/km².(2025년 5월 1일, 추계인구)
이하 3정으로 구성된다.
- 기야마정(基山町)
- 가미미네정(上峰町)
- 미야키정(みやき町)

## 역사
현재의 미야키 군의 군역에는 히젠국 미네 군(三根郡), 야부 군(養父郡), 기이 군(基肄郡)이 있었다. 1878년의 군구정촌 편제법 시행 때는 3군 합동의 군청이 야부 군 도도로키 촌(현 도스시)에 놓였다. 1896년 3월 26일의 군제 시행때 3군은 합병해 미야키 군이 되었고 군청은 계속해 도스 정에 놓였다. 군명은 3군의 머리 글자를 취한 것이다. 당시의 군역은 현재의 도스 시 전역도 포함하고 있었다.
- 1896년 3월 26일 - 미네 군·야부 군·기이군 이 합병해 성립하였다.(11촌)
- 1907년 3월 19일 - 도도로키 촌이 정으로 승격·개칭해 도스 정이 되었다.(1정 10촌)
- 1936년 2월 11일 - 다시로 촌이 정으로 승격해 다시로 정이 되었다.(2정 9촌)
- 1939년 1월 1일 - 기야마 촌이 정으로 승격해 기야마 정이 되었다.(3정 8촌)
- 1954년 4월 1일 - 도스 정·다시로 정·기자토 촌·아사히 촌·후모토 촌이 합병해 도스시가 성립, 군에서 이탈하였다.(1정 5촌)
- 1955년 4월 1일 - 미나미시게야스 촌·미카와 촌이 합병해 미네 촌이 성립하였다.(1정 4촌)
- 1962년 5월 1일 - 미네 촌이 정으로 승격해 미네 정이 되었다.(2정 3촌)
- 1965년 4월 1일 - 기타시게야스 촌이 정으로 승격해 기타시게야스 정이 되었다.(3정 2촌)
- 1971년 4월 1일 - 나카바루 촌이 정으로 승격해 나카바루 정이 되었다.(4정 1촌)
- 1989년 11월 1일 - 가미미네 촌이 정으로 승격해 가미미네 정이 되었다.(5정)
- 2005년 3월 1일 - 나카바루 정·기타시게야스 정·미네 정이 합병해 미야키 정이 성립하였다.(3정)